# Il comandante Florent: Uomo senza memoria
Il comandante Florent: uomo senza memoria è un film tv del 1998, diretto dalla regista Michèle Hauteville. In realtà si tratta di un episodio della serie tv Il comandante Florent, ma in Italia è stato trasmesso come un film televisivo.

## Trama
Marine Trobert, la figlia di ricchi agricoltori, è stata sequestrata. Allertati da Madeleine, la madre della ragazza, comandante Isabelle Florent si è trasferito nella fattoria dei Trobert. Poco dopo, il telefono sequestratore per il riscatto. A seguito di una disattenzione di Madeleine Trobert il rapitore sa che la gendarmeria è sul piede di guerra. Nel pomeriggio, uno strano individuo "Max" va alla polizia: il volto insanguinato, soffre di amnesia totale...